# Aristide Briand
Aristide Briand (Nantes, França 1862 - París 1932) fou un polític francès de la III República Francesa, considerat actualment con el precursor de la Unitat Europea, i guardonat el 1926 amb el Premi Nobel de la Pau juntament amb l'alemany Gustav Stresemann.

## Joventut i vida política
Nasqué el 28 de març de 1862 a Nantes en el si d'una família molt humil. Des de ben jove milità al Partit Socialista, i en va ser escollit Secretari General el 1901. Fou escollit diputat l'any següent, escó que va ocupar durant 30 anys ininterromputs fins a la seva mort.
Va oposar-se diverses vegades a les directrius del seu partit polític per estar a favor de participar en governs d'altres partits polítics. Per aquest motiu el 1906 abandonà el seu partit per ocupar un càrrec de ministre. En aquells primers anys com a diputat i ministre va promoure la separació de l'església francesa i l'estat. Fou un dels polítics més actius de la III República Francesa, esdevenint diverses vegades primer ministre i treballant intensament per la cooperació internacional, implicant-se en la construcció de la Societat de Nacions i firmant el Tractat de Locarno i el Pacte de París (conegut posteriorment com a Pacte Briand-Kellogg) el 1925 i 1928 respectivament.
Les seves idees polítiques europees fan que avui dia sigui considerat com un pioner en la idea de construir una Unió Europea dels estats. El 1926 fou recompensat amb el Premi Nobel de la Pau juntament amb Gustav Stresemann pels seus esforços conjunts en la signatura del Tractat de Locarno de 1925.
Aristide Briand morí a París el 7 de març de 1932.

## Antecedents de la Unió Europea
Al setembre de 1929 Aristide Briand va pronunciar el seu cèlebre discurs davant la Societat de Nacions (SN) en el qual va defensar la idea d'una "federació europea" basada en la solidaritat, la prosperitat econòmica i la cooperació política i social: 
Entre els pobles que estan geogràficament agrupats ha d'existir un vincle federal; aquests pobles han de tenir la possibilitat d'entrar en contacte, de discutir els seus interessos, d'adoptar resolucions comunes, d'establir entre ells un llaç de solidaritat, que els permeti plantar cara a les circumstàncies greus. 
Evidentment, aquesta associació tindrà efecte sobretot en el camp econòmic. 
Aquest discurs va ser ben rebut a Alemanya. La Societat de Nacions va encarregar a Briand un memoràndum del projecte, que va presentar el 1930 sota el títol, "Memoràndum sobre l'organització d'un sistema d'Unió Federal Europea". No obstant això, la Gran Depressió i l'accés dels nazis al poder a Alemanya van frenar aquest tipus d'iniciatives.
Després del final de la Segona Guerra Mundial, Jean Monnet s'inspiraria de les idees de Briand per promoure les bases de l'actual Unió Europea (UE).